# Peter Bebb
Peter Bebb é um especialista em efeitos visuais estadunidense. Venceu o Oscar de melhores efeitos visuais na edição de 2011 por Inception, ao lado de Chris Corbould, Paul Franklin e Andrew Lockley.

## Filmografia
- Terminator Genisys (2015)
- Thor: The Dark World (2013)
- The Dark Knight Rises (2012)
- Captain America: The First Avenger (2011)
- Inception (2010)
- Prince of Persia: The Sands of Time (2010)
- The Dark Knight (2008)
- Inkheart (2008)
- Batman Begins (2005)
- Harry Potter and the Goblet of Fire (2005)
- The Chronicles of Riddick (2004)
- Die Another Day (2002)
- Harry Potter and the Chamber of Secrets (2002)
- Nutty Professor II: The Klumps (2000)
- Pitch Black (2000)